# Maison canoniale de Saint-Martin
La maison canoniale de Saint-Martin est un hôtel particulier situé rue Rapin, dans la commune française de  Tours dans le Vieux-Tours, dans le département d'Indre-et-Loire.
Cette maison canoniale construite au XIIIe siècle fait l’objet d’une inscription partielle au titre des monuments historiques depuis 1946.

## Historique et architecture

OpenStreetMap Emplacement de la maison canoniale dans le quartier religieux de Châteauneuf.

La maison est située dans l'ancienne Châteauneuf, la ville peu à peu formée autour du tombeau de saint Martin, dans l'actuelle ville de Tours. Au Xe siècle, cette cité est protégée par une enceinte, et sa partie méridionale, au sud de la collégiale qui renferme le tombeau de Martin est un espace théoriquement réservé aux chanoines.
Sa construction remonte au XIIIe siècle. La maison reste dévolue au logement des chanoines jusqu'à la Révolution française. Saisie comme bien national, elle est vendue le 12 septembre 1791. elle retient l'attention des archéologies et historiens médiévistes das le XIXe siècle.
Sur la façade nord de la maison construite en moyen appareil de tuffeau, les éléments les plus remarquables sont les deux doubles fenêtres à arc trilobé, surmontées par un arc de décharge en plein cintre. Sur la même façade, le porte en arc brisée, signalée comme remplacée par une porte rectangulaire vers 1905 a retrouvé sa disposition d'origine. La charpente et la couverture sont refaites au XVIIe ou au XVIIIe siècle.
Au XXIe siècle, la maison abrite le service informatique ainsi qu'une partie des chercheurs du centre d'études supérieures de la Renaissance.
Façade, premier étage et toiture sont inscrits comme monument historique par arrêté du 27 juin 1946.

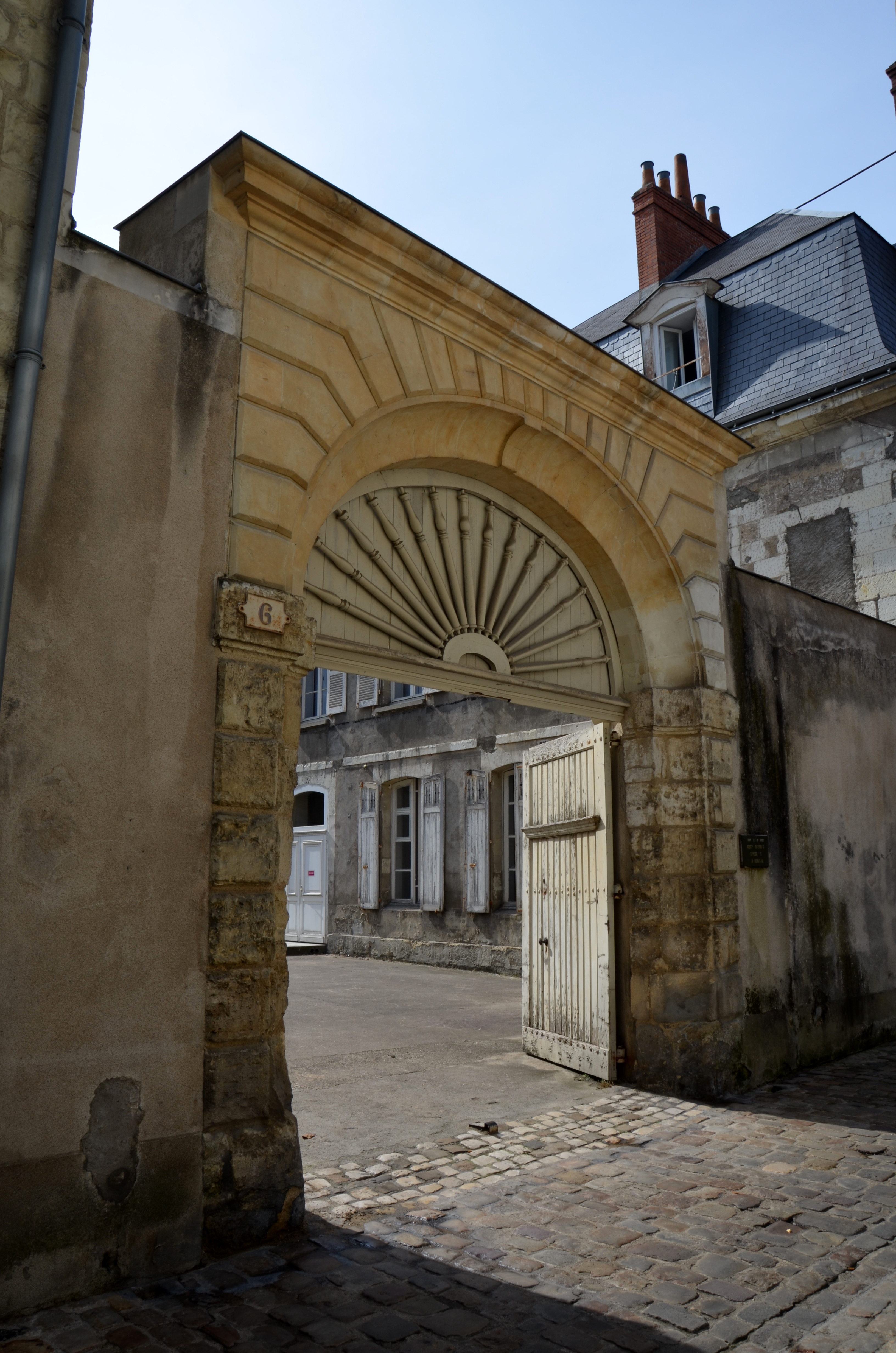
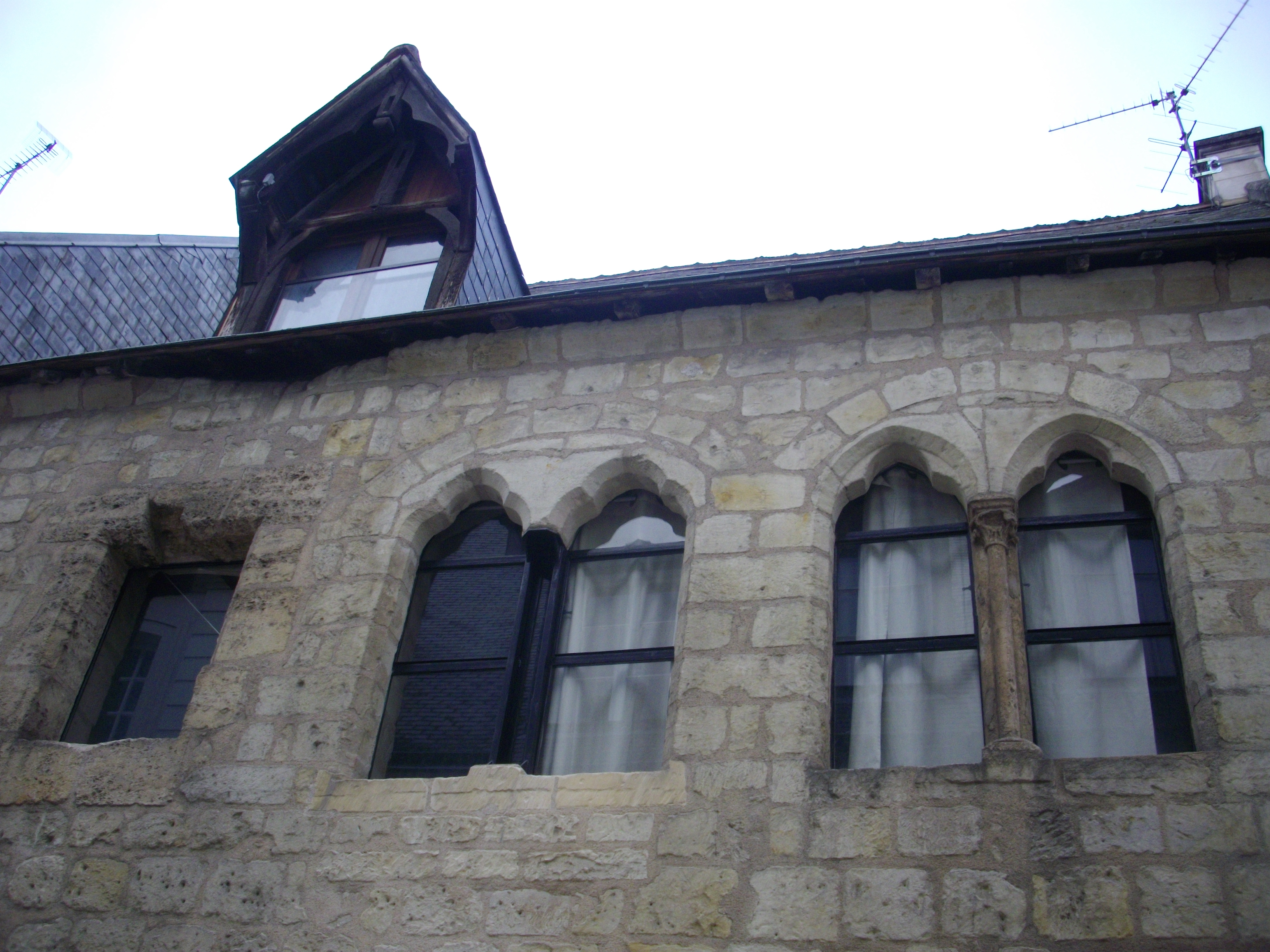